# Jezioro Łabędzie (powiat wałecki)
Jezioro Łabędzie – jezioro w woj. zachodniopomorskim, w pow. wałeckim, w gminie Wałcz, leżące na terenie Równiny Wałeckiej.
Według urzędowego spisu opracowanego przez Komisję Nazw Miejscowości i Obiektów Fizjograficznych (KNMiOF) opublikowanego przez Główny Urząd Geodezji i Kartografii (GUGiK) i udostępnionego na stronach Komisja Standaryzacji Nazw Geograficznych (KSNG) nazwa tego jeziora to Jezioro Łabędzie. W różnych publikacjach i na niektórych mapach topograficznych jezioro to występuje pod nazwą Jezioro Łabędzkie. Spotykana jest też nazwa Jezioro Głębokie.
Powierzchnia zwierciadła wody według różnych źródeł wynosi od 12,5 ha przez 16,0 ha do 16,73 ha.

Zwierciadło wody położone jest na wysokości 94,9 m n.p.m. lub 93,6 m n.p.m.. Średnia głębokość jeziora wynosi 10,0 m, natomiast głębokość maksymalna 20,8 m.